# Riverdale (Bronx)
Riverdale è un quartiere residenziale di classe media superiore nella parte nord-occidentale del borough del Bronx, all'interno della città di New York. Il quartiere confina a nord con la città di Yonkers nella contea di Westchester e a ovest col fiume Hudson, ma i suoi confini orientali e meridionali sono spesso poco chiari.

## Trasporti
Il quartiere è servito dalla metropolitana di New York attraverso le stazioni di 231st Street, 238th Street e Van Cortlandt Park-242nd Street della linea IRT Broadway-Seventh Avenue, dove fermano i treni della linea 1.